# A Dublini Királyság uralkodóinak listája
| Uralkodó               | Uralkodott | Más név              | Megjegyzés                       |
| ---------------------- | ---------- | -------------------- | -------------------------------- |
| Thorgest               | 839–845    | Turgesius, Turgeis   |                                  |
| …                      |            |                      |                                  |
| I. Olaf                | 853–873    | Óláfr, Amlaíb Conung |                                  |
| I. Ivar Ragnarsson     | 856–873    | -                    |                                  |
| Auisle                 | 853–867    | Auðgísl, Ásl         |                                  |
| Eystein Olafsson       | 873–875    | -                    |                                  |
| Halfdan                | 873–877    | Healfdene            | Dán király is IV. Halfdan néven. |
| Bard                   | 877–881    | -                    |                                  |
| Auisle fia             | 881–883    | -                    | Neve nem örződött meg.           |
| Eoloir Jarnknesson     | 88?–88?    | -                    |                                  |
| I. Sichfrith Ivarsson  | 883–888    | -                    |                                  |
| I. Sitric              | 888–893    | Sigtrygg             |                                  |
| II. Sichfrith          | 893–894    | -                    |                                  |
| II. Ivar               | 893–902    | -                    |                                  |
| I. Sitric 2x           | 894–896    | -                    |                                  |
| Norvég uralom: 902–917 |            |                      |                                  |
| II. Sihtric Caech      | 917–921    | ~ua Ímair            | 927-ben halt meg.                |
| I. Gothfrith           | 921–934    | Gofraid, ~ua Ímair   |                                  |
| II. Olaf Guthfrithson  | 934–941    | Amlíb mac Gofraidh   | I. Gothfrith fia.                |
| Blácaire               | 941–945    | -                    | II. Olaf testvére.               |
| III. Sihtric           | 941–943    | Sigtrygg             |                                  |
| III. Vörös Olaf        | 945–947    | Amlaíb Cuarán        |                                  |
| Blácaire 2x            | 947–948    | -                    | Restaurálva.                     |
| II. Gothfrith          | 948–951    | -                    | II. Sihtric fia.                 |
| III. Vörös Olaf 2x     | 952–980    | -                    | Restaurálva.                     |
| III. Vörös Olaf        | 952–980    | -                    |                                  |
| Glúniairn              | 980–989    | -                    |                                  |
| IV. Sihtric Silkbeard  | 989–1036   | Sigtrygg             | † 1042                           |
| Erchmarcach            | 1036–1038  | -                    |                                  |
| III. Ivar              | 1038–1046  | -                    |                                  |
| Erchamarcach 2x        | 1046–1052  | '                    |                                  |
| Murchad                | 1052–1070  | -                    |                                  |
| Diarmait               | 1070–1072  | -                    |                                  |
| I. Domnall             | 1070–1072  | '                    |                                  |
| III. Gothfrith         | 1070–1072  | Gofraid              |                                  |
| Tairrdelbach           | 1072–1074  | -                    |                                  |
| II. Muirchertach       | 1074–1086  | -                    |                                  |
| I. Énna                | 1086–1089  | -                    |                                  |
| I. Donnchad            | 1086–1089  | -                    |                                  |
| IV. Gothfrith Crovan   | 1091–1094  | Godred, Gofraid      |                                  |
| II. Domnall            | 1094–1102  | -                    |                                  |
| Norvég Magnus          | 1102–1103  | -                    |                                  |
| III. Domnall           | 1103–?     | -                    |                                  |
| II. Donnchad           | ?–1115     | -                    |                                  |
| Diarmait               | 1115–1117  | -                    |                                  |
| II. Énna               | 1118–1126  | -                    |                                  |
| I. Conchobar           | 1126–1127  | -                    |                                  |
| Thorkell               | 1127–1141  | -                    |                                  |
| II. Conchobar          | 1141–1142  | -                    |                                  |
| Ottar                  | 1142–1148  | -                    |                                  |
| Ragnall Thorgilsson    | 1142–1146  | -                    |                                  |
| Brotar Thorgilsson     | 1146–1160  | -                    |                                  |
| Hasculf Thorgilsson    | 1160–1171  | Asgall mac Torcáill  |                                  |

## Fordítás
- Ez a szócikk részben vagy egészben  a   Kings of Dublin című angol Wikipédia-szócikk fordításán alapul.  Az eredeti cikk szerkesztőit annak laptörténete sorolja fel. Ez a jelzés csupán a megfogalmazás eredetét és a szerzői jogokat jelzi, nem szolgál a cikkben szereplő információk forrásmegjelöléseként.